# Afraflacilla
Afraflacilla is een geslacht van spinnen uit de familie springspinnen (Salticidae).

## Soorten
De volgende soorten zijn bij het geslacht ingedeeld:
- Afraflacilla antineae (Denis, 1954)
- Afraflacilla asorotica (Simon, 1890)
- Afraflacilla bamakoi Berland & Millot, 1941
- Afraflacilla berlandi Denis, 1955
- Afraflacilla courti Żabka, 1993
- Afraflacilla epiblemoides (Chyzer, 1891)
- Afraflacilla grayorum Żabka, 1993
- Afraflacilla gunbar Żabka & Gray, 2002
- Afraflacilla huntorum Żabka, 1993
- Afraflacilla milledgei Żabka & Gray, 2002
- Afraflacilla risbeci Berland & Millot, 1941
- Afraflacilla scenica Denis, 1955
- Afraflacilla similis Berland & Millot, 1941
- Afraflacilla stridulator Żabka, 1993
- Afraflacilla vestjensi Żabka, 1993
- Afraflacilla wadis (Prószyński, 1989)
- Afraflacilla yeni Żabka, 1993